# 杨福林
杨福林（1957年10月—）、男，回族，甘肃武都人，中华人民共和国政治人物。

## 生平
1982年11月加入中国共产党，兵团党委党校研究生学历，高级政工师、中教一级职称。曾任新疆建设兵团第八师150团一中教师，副校长，校长，农八师150团，党委副书记、政委，农八师143团党委书记、政委，石河子市人民政府副市长，农六师党委常委、副师长，农十四师党委书记、政委、师长，农三师图木舒克市党委书记、政委，人大常委会党组书记、主任等职。2013年起任新疆生产建设兵团副司令员，党委常委、政法委书记，中国新建集团副总经理。

### 查处
2021年7月29日，新疆生产建设兵团原副司令员、政法委书记杨福林因涉嫌严重违纪违法，接受中央纪委国家监委纪律审查和监察调查。2021年12月2日，被开除党籍，移送检察机关审查起诉。2022年9月8日，山东省济南市中级人民法院一审公开开庭审理杨福林受贿一案。